# Полезахисна смуга №4
Полезахисна смуга №4 — ботанічна пам'ятка природи місцевого значення. Об'єкт розташований на території Маловисківського району Кіровоградської області.
Площа — 4,1 га, статус отриманий у 1968 році.